# Nathalie van Baren
Nathalie van Baren (1992) is als N-VA-politica sinds 2019 gemeenteraadslid in Antwerpen. Ze was voorzitter van Jong N-VA Antwerpen (2019-2021). Ze werkte bij de kabinetten van Jan Jambon en Annick De Ridder en woont in het district Merksem. Op 31 maart 2025 nam ze het schepenambt voor Sociale Zaken (BCSD) en Seniorenzorg (ZBA) over van Els van Doesburg, die op 24 februari 2025 waarnemend burgemeester in Antwerpen werd.
Van Baren oefent verder volgende functies en mandaten uit:
- Lid van de raad van bestuur van het Koninklijk Conservatorium Brussel,
- Lid van de raad van bestuur van de School Invest.

Van Baren heeft samen met haar partner een dochter.